# Thomas James Rosatti
Thomas James Rosatti (1951 ) es un botánico estadounidense . Ha trabajado extensamente con la "Jepson University" en la Flora de California desde 1987. Su tesis la elaboró sobre fitogeografía de Arctostaphylos uva-ursi (L.) Spreng., gayuba.
Fue editor científico de "The Jepson Manual: Higher Plants of California".

## Algunas publicaciones
- Rosatti, TJ. 1986. The genera of Sphenocleaceae and Campanulaceae in the southeastern United States. J. of the Arnold Arboretum 67:1-64
- -------------. 1981. A new chromosome number in Arctostaphylos uva-ursi. Revue canadienne de botanique 59 ( 2 ): 272-273

- -------------. 1981. The Occurrence of Arctostaphylos Uva-ursi in Michigan. 28 pp.

- McVaugh, R; TJ Rosatt. 1978. A new species of Arbutus (Ericaceae) from western Mexico. Contr. Univ. Michigan Herb. 11: 301-304

### Libros
- 2002. The Jepson Desert Manual. Vascular Plants of Southeastern California. Ed. por Bruce G. Baldwin, Steve Boyd, Barbara J. Ertter, Robert W. Patterson, Thomas J. Rosatti, Dieter H. Wilken. 640 pp. + 128 fotos. ISBN 978-0-520-22775-0
- La abreviatura «Rosatti» se emplea para indicar a Thomas James Rosatti como autoridad en la descripción y clasificación científica de los vegetales.[2]